# Sphenorhina insularis
Sphenorhina insularis är en insektsart som beskrevs av Victor Lallemand 1928. Sphenorhina insularis ingår i släktet Sphenorhina och familjen spottstritar. Inga underarter finns listade i Catalogue of Life.